# La Buxerette

La Buxerette este o comună în departamentul Indre, Franța. În 1 ianuarie 2022 avea o populație de 111 de locuitori.